# Denys Maluśka
Denys Łeontijowycz Maluśka, ukr. Денис Леонтійович Малюська (ur. 19 listopada 1981 w Dunajowcach) – ukraiński polityk i prawnik, w latach 2019–2024 minister sprawiedliwości.

## Życiorys
Absolwent prawa na Kijowskim Uniwersytecie Narodowym im. Tarasa Szewczenki. Studiował także na Uniwersytecie Londyńskim. Pracował jako prawnik, specjalizując się w rozwiązywaniu sporów i w upadłości. W 2010 został konsultantem w Grupie Banku Światowego, gdzie zajmował się m.in. programami dotyczącymi Ukrainy. Później objął funkcję zastępcy dyrektora instytucji Ofis efektywnoho rehuluwannia (BRDO), finansowanego przez Unię Europejską niezależnego think tanku działającego na rzecz wprowadzania lepszych rozwiązań legislacyjnych na Ukrainie.
W wyborach parlamentarnych w 2019 z ramienia prezydenckiego ugrupowania Sługa Ludu uzyskał mandat posła do Rady Najwyższej IX kadencji. Złożył go w sierpniu tegoż roku na pierwszym posiedzeniu nowego parlamentu w związku z objęciem stanowiska ministra sprawiedliwości w powołanym wówczas rządzie Ołeksija Honczaruka. Pozostał na tej funkcji również w utworzonym w marcu 2020 gabinecie Denysa Szmyhala. Zakończył urzędowanie we wrześniu 2024.